# Alianza de Productores de Cine y Televisión
La Alianza de Productores de Cine y Televisión es una asociación comercial que representa a más de 350 empresas de producción de cine y televisión en negociaciones colectivas con sindicatos de la industria del entretenimiento, entre ellos, se encuentran SAG-AFTRA, Sindicato de Directores de Estados Unidos, Sindicato de Escritores de Estados Unidos (Oeste) y este, Federación Norteamericana de Músicos, y Alianza internacional de empleados de escenarios teatrales.
La AMPTP, al igual que la Motion Picture Association of America (MPAA), desempeña un papel fundamental como representante oficial de negociación colectiva en la industria del entretenimiento. Esta asociación comercial es de gran importancia para los principales productores de cine y televisión en los Estados Unidos.
En la actualidad, la AMPTP está involucrada en la negociación de 80 acuerdos de negociación colectiva en toda la industria, actuando en nombre de más de 350 productores de cine y televisión. Sus miembros incluyen a los principales estudios cinematográficos como Paramount Pictures, Sony Pictures, Universal Pictures, Walt Disney Studios y Warner Bros. Además, cuenta con la participación de las principales cadenas de televisión, como ABC, CBS, FOX y NBC, así como servicios de transmisión como Netflix, Apple TV+ y Amazon. También colabora con ciertas redes de televisión por cable y otras productoras independientes de cine y televisión.

## Historia
Fue establecida en 1924 como la Asociación de Productores Cinematográficos, conocida como AMPP. En 1964, se fusionó con la Alliance of Television Film Producers (ATFP) y adoptó el nombre de Association of Motion Picture and Television Producers. En ese mismo año, se unió a la Sociedad de Productores Independientes, que se había formado en 1964. Sin embargo, en septiembre de 1975, Universal abandonó la Asociación durante las negociaciones comerciales, seguido por United Artists y Walt Disney Productions el mes siguiente. Como resultado, Paramount y Universal crearon una nueva organización, llamada la Alianza. Posteriormente, en 1982, la Alianza y la AMPTP se fusionaron para formar la Alianza de Productores de Cine y Televisión.
Desde entonces, ha habido solo dos presidentes en la historia de la organización. Nick Counter ocupó el cargo desde 1982 hasta marzo de 2009, hasta su muerte. Carol Lombardini asumió el papel de presidenta interina y posteriormente fue nombrada presidenta de la AMPTP en octubre de 2009, posición que aún ocupa en la actualidad.
Durante un tiempo, la AMPTP fue una afiliada de la MPAA, y ambas organizaciones estaban presididas por Jack Valenti.
Otros expresidentes y presidentes notables de la AMPTP han sido Joseph Schenck, Lew Wasserman, Sid Sheinberg, Y. Frank Freeman y Richard Jencks.
Finalmente, Jarryd Gonzales ejerció como portavoz de la AMPTP desde 2015 hasta 2023.

## Gremio de postproducción
En 2022, los trabajadores de posproducción en la ciudad de Nueva York, quienes están representados por Communications Workers of America (CWA) bajo el nombre de The Post Production Guild, tomaron medidas para solicitar el reconocimiento sindical voluntario a la AMPTP. Los trabajadores firmaron tarjetas sindicales y expresaron su deseo de ser representados por el sindicato. Sin embargo, la AMPTP se negó a reconocer voluntariamente al sindicato, argumentando que respalda un proceso de elección por voto secreto para certificar a un sindicato como representante de negociación colectiva de los empleados.
La CWA criticó a la AMPTP, calificándola como "antisindical" y alegando que los trabajadores de posproducción son considerados "supervisores" y, por lo tanto, no son elegibles para ser representados por la Junta Nacional de Relaciones Laborales. Ante esta situación, el grupo sindical llevó a cabo una elección sindical el 8 de marzo de 2022 para determinar si contarían con representación sindical oficial.